# كريستوباليت
كريستوباليت هو شكل من أشكال ثنائي أكسيد السيليكون (السيليكا) SiO2؛ ويوجد في الأحوال العادية على شكل بلورات بيضاء أو عديمة اللون. يتشكل هذا النمط من السيليكا عند درجات حرارة مرتفعة جداً.
وصف المعدن أول مرة سنة 1884، وتنسب التسمية إلى المكان الذي اكتشف فيه أول مرة وذلك بالقرب من مدينة سان كريستوبال دي لاس كاساس (San Cristóbal de las Casas) في المكسيك.